# Kwak (Bier)

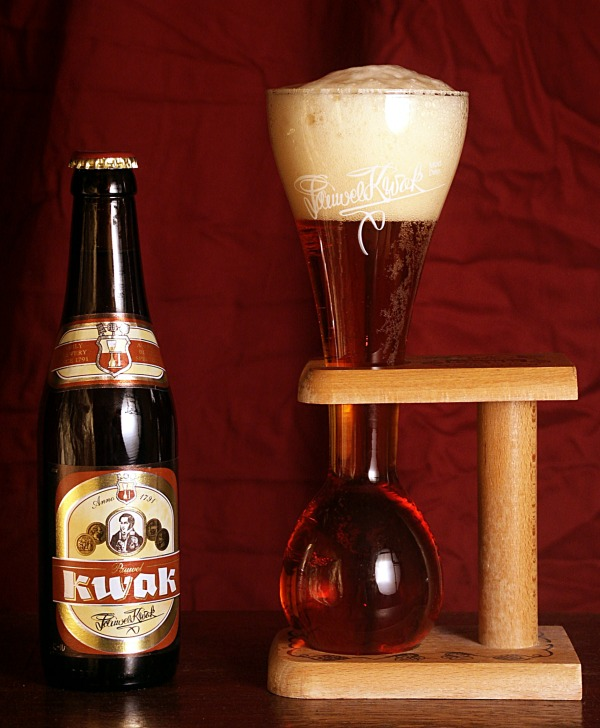
Ein Kwak im offiziellen Glas

Kwak ist ein belgisches Amberbier der Brauerei Bosteels aus Buggenhout. Es trägt den Namen seines Schöpfers Pauwel Kwak, der es 1791 zum ersten Mal braute, und hat einen Alkoholgehalt von 8,4 Prozent.
Serviert wird das bernsteinfarbene Bier in einem speziell geformten Glas, einem sogenannten „Kutscherglas“, das von Postkutschern vormals in eine Haltevorrichtung direkt am Kutschbock eingehängt wurde.